# Ceresuela
Ceresuela es un despoblado del municipio de Fanlo. Estaba ubicada en el valle de Vió, tras el nacimiento del río Yesa a pie del Rayoala (1705 m) y cerca de los picos de Musela (1804 m), Punta de Comiello (1894 m) y Estallo (1690 m), que forman el Man (vertiente) de Metils que conduce al barranco de Aso y el valle de Fanlo.

## Toponimia
Ceresuela puede ser un diminutivo toponímico de Ciresa usando el sufijo -uela. La razón para la formación de un diminutivo en un caso como este puede ser el diferenciarlo con Ciresa (Valle de Hecho), más famosa por su importante monasterio.

## Fiestas
- 15 de diciembre: romería a la ermita de San Úrbez.

- Datos: Q13048701
- Multimedia: Ceresuela / Q13048701